# Кулибали, Исмаила
Исмаила́ Шейк Кулибали́ (фр. Ismaila Cheick Coulibaly; род. 25 декабря 2000, Мали) — малийский футболист, полузащитник клуба ЛАСК и сборной Мали.

## Клубная карьера
Кулибали — воспитанник клуба «Дугуволофила». В начале 2019 года игрок подписал контракт на четыре года с норвежским «Сарпсборг 08». 22 апреля в матче против «Будё-Глимт» он дебютировал в Типпелиге. 5 июля в поединке «Саннефьорда» Исмаила забил свой первый гол за «Сарпсборг 08». В 2020 году Кулибали перешёл в английский «Шеффилд Юнайтед» и сразу же был отдан в аренду в бельгийский «Беерсхот». 4 октября в матче против «Гента» он дебютировал в Жюпиле лиге. В этом же поединке Исмаила забил свой первый гол за «Беерсхот». По окончании аренды Кулибали вернулся в «Шеффилд Юнайтед». 11 февраля 2023 года в матче против «Суонси Сити» он дебютировал в Чемпионшипе. По итогам сезона игрок помог клубу выйти в элиту.

## Карьера в сборной
В 2017 году Кулибали в составе молодёжной сборной Мали принял участие в молодёжном Кубке Африки в Замбии. На турнире он сыграл в матчах против Египта и Гвинеи.
9 сентября 2023 года в отборочном матче Кубка Африки против сборной Гамбии Кулибали дебютировал за сборную Мали.